# Arnold I van Rode
Arnold I van Rode leefde rond 1100 en was de eerste bekende heer van Rode. Tevens was hij de stamvader van het adellijke geslacht Van Rode. Ten tijde van zijn heerschappij liet Arnold I een burcht bouwen nabij de rivier de Dommel. Vermoedelijk was hij een kruisvaarder die in het gevolg van Godfried van Bouillon  naar Jeruzalem afreisde.
Tijdens archeologisch onderzoek op het voormalig burchtterrein werd in 2006 de Herakles van Sint-Oedenrode gevonden. Vermoedelijk is dit zeer oude sieraad na de kruistochten meegenomen naar Sint-Oedenrode.
Arnold I kreeg ten minste de volgende kinderen:
- Arnold II van Rode, heer van Rode.
- Gijsbert I van Rode, heer van Rode.
- Philips van Rode, bisschop van Osnabrück.